# Hymenaster perspicuus
Hymenaster perspicuus is een zeester uit de familie Pterasteridae.
De wetenschappelijke naam van de soort werd in 1903 gepubliceerd door Hubert Ludwig.